# Podando (ciudad)
Podando también Padyandus, Paduandus, Podandus o Podyandos (en griego: Παδυανδός y Πόδανδος), que aparece asimismo en fuentes antiguas equivocadamente como Opodanda, Opodandum, y Rhegepodandos) era una antigua ciudad de Cataonia, en el extremo sur de Capadocia, en la moderna Turquía. La ciudad estaba localizada aproximadamente a cuarenta kilómetros al sureste de Faustinópolis, cerca del puerto de los montes Tauro conocido como las Puertas Cilicias. Ampliada por el emperador Valente (364-378), la ciudad aparece en los itineraria, pero su nombre adopta formas diferentes: Paduandus (Tabula Peutingeriana), Podandos (Itinerario de Antonino, p. 145), Mansio Opodanda (Itinerario de Jerusalén, p. 578), y Rhegepodandos (Synecdemus de Hierocles, p. 699). El lugar lo describe Basileos (Epist. 74) como uno del más detestables de la tierra. Se afirma que su nombre proviene de un arroyo cercano (Constantino VII Porfirogéneta Vit. Basil. 36; comp. Cedren. p. 575; Juan Skylitzes Hist. pp. 829, 844.). Debido a la semejanza de nombre, la tradición identifica Padyandus con Pozantı, afirmación que los estudiosos modernos no aceptan por completo.